# Predrag Ocokoljić
Predrag Ocokoljić (en serbe cyrillique : Предраг Оцокољић), né le 29 juillet 1977 à Belgrade (Serbie), est un footballeur serbe, évoluant au poste de Défenseur à l'Anorthosis Famagouste FC et en équipe de Serbie.
Ocokoljić n'a marqué aucun but lors de ses deux sélections avec l'équipe de Serbie-et-Monténégro entre 2003 et 2004. 

## Palmarès
- Obilic Belgrade
  - Vice-Champion de Serbie-et-Monténégro en 1999.
- Anorthosis Famagouste
  - Vice-champion de Chypre en 2010.